# FETセンサ
FETセンサとは電界効果トランジスタを備えたセンサ。

## 概要
増幅器とセンサの距離が離れていると電磁的な雑音が混入しやすくなる。そのため、増幅器とセンサは可能な限り近接する事が望ましい。とりわけ、電界効果トランジスタでは界面電気現象を利用したセンサと一体化する事により高感度化、集積化が可能になる。エネルギー分散型X線分光計でも高感度化のために素子に電界効果トランジスタを備える例がある。

## 種類
複数の種類がある。

### FETバイオセンサ
ゲート絶縁膜上に固定されたプローブ分子との特異的な相互作用に基づいて検出する。

### イオン感応性電界効果トランジスタ
液中の特定のイオンに選択的に応答し、その濃度に対応する電極電位を発生させるセンサ。

### 吸着効果トランジスタ
化学物質の吸着で電気伝導度が変化するのでそれにより計測する。